# Josef Boey
Josef Martin Boey (ur. 16 maja 1934 w Antwerpii, zm. 28 lutego 2016) – belgijski szachista, mistrz międzynarodowy od 1973, arcymistrz w grze korespondencyjnej od 1975 roku.

## Kariera szachowa
Od połowy lat 50. XX wieku do połowy lat 70. należał do ścisłej czołówki belgijskich szachistów. Czterokrotnie (1959 – wspólnie z Albéricem O’Kellym de Galwayem, 1964, 1965, 1971 – wspólnie z Rolandem Verstraetenem) zdobył tytuły indywidualnego mistrza Belgii. W latach 1956, 1962, 1966, 1968, 1970, 1972, 1974 i 1988 ośmiokrotnie (w tym 3 razy na I szachownicy) reprezentował narodowe barwy na szachowych olimpiadach.
Dwukrotnie (Enschede 1963, Haga 1966) startował w turniejach strefowych (eliminacjach mistrzostw świata). Odniósł kilka sukcesów w turniejach międzynarodowych, m.in. dz. II m. w Amsterdamie (1974, turniej IBM-B, za Siergiejem Makaryczewem, wspólnie z Hansem Böhmem) oraz dz. II m. w Roosendaal (1983, za Paulem van der Sterrenem, wspólnie z Franciscusem Bormem i Gertem Ligterinkiem).
Najwyższy ranking w karierze osiągnął 1 lipca 1973 r., z wynikiem 2435 punktów zajmował wówczas 2. miejsce (za Albéricem O’Kellym de Galwayem) wśród belgijskich szachistów. Według retrospektywnego systemu Chessmetrics, najwyżej sklasyfikowany był w styczniu 1971 r., zajmował wówczas 163. miejsce na świecie.
W latach 70. poświęcił się grze korespondencyjnej, w której uzyskał znaczące rezultaty, należąc do połowy lat 80. do światowej czołówki. Trzykrotnie uczestniczył w finałach mistrzostw świata, największy sukces odnosząc w VII finale (1972–1976), w którym zajął II miejsce. W pozostałych dwóch finałach zajął miejsca XII (1975–1980, VIII finał) oraz VII (1978–1984, X finał).